# Аргунов Яків Іванович
Яків Іванович Аргунов (1784 — після 1835) — російський живописець і графік, молодший брат Миколи Аргунова.

## Біографія
До 1816 року — кріпак. 1812 року підготував для історичної праці «Деяния знаменитых полководцев и министров, служивших в царствование Петра I» портрети як Петра І, так і його найближчих сподвижників — Франца Лефорта, Федора Апраксіна, Олександра Меншикова.
Звільнений, згідно із заповітом свого поміщика, від кріпосної залежності, працював учителем малювання, зокрема в Першій московській гімназії. Написав низку портретів для ряду видань.
Автор портретів гетьманів Богдана Хмельницького, Юрій Хмельницького, Данила Апостола, Івана Самойловича, Кирила Розумовського, написаних ним для «Історії Малої Росії» Дмитра Бантиш-Каменського (1822), а також для альбому «Зображення людей знаменитих або які чим-небудь відомі і належать народженням чи заслугам Малій Росії» (1844).

## Обрана спадщина Якова Аргунова

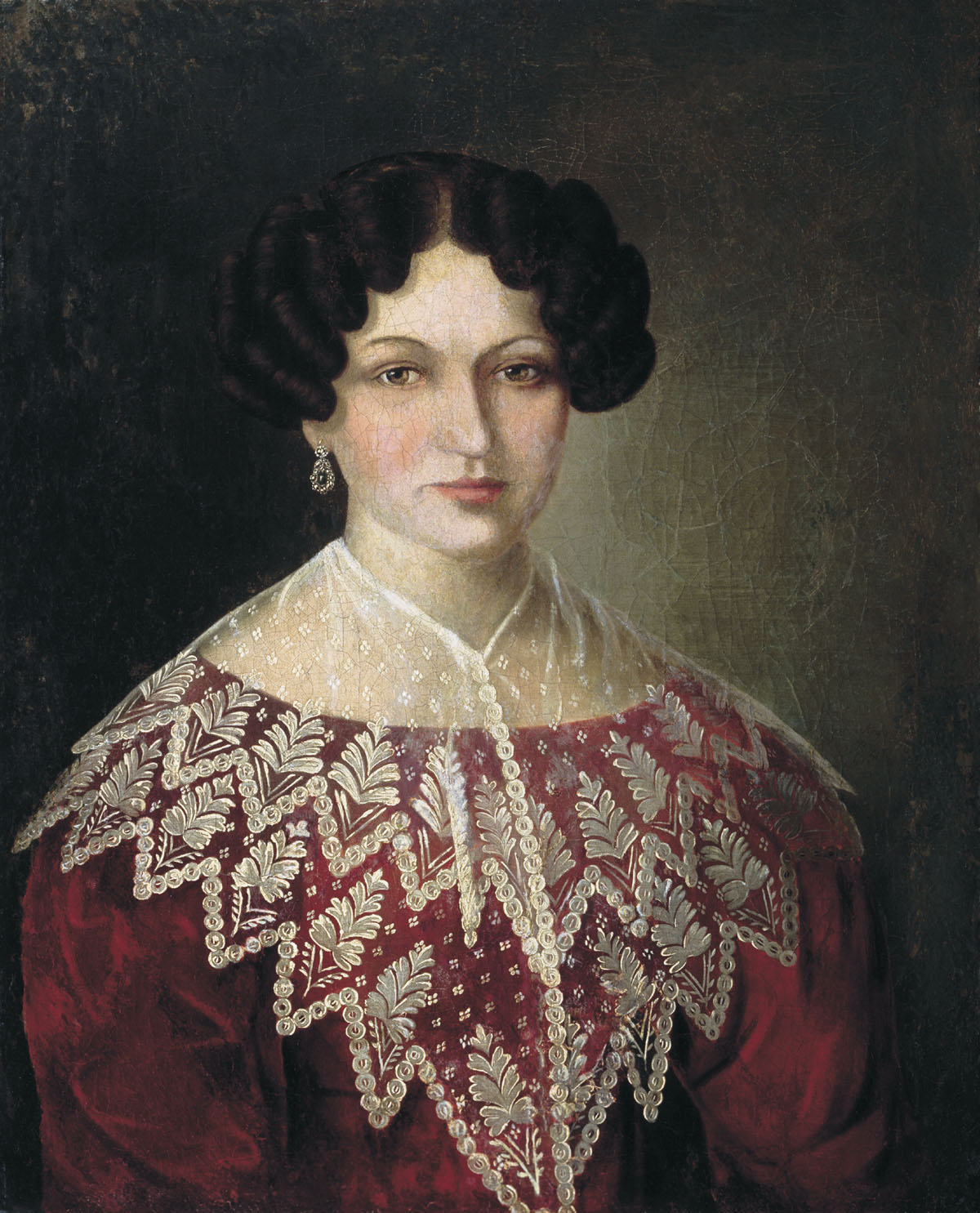
Невідома жінка
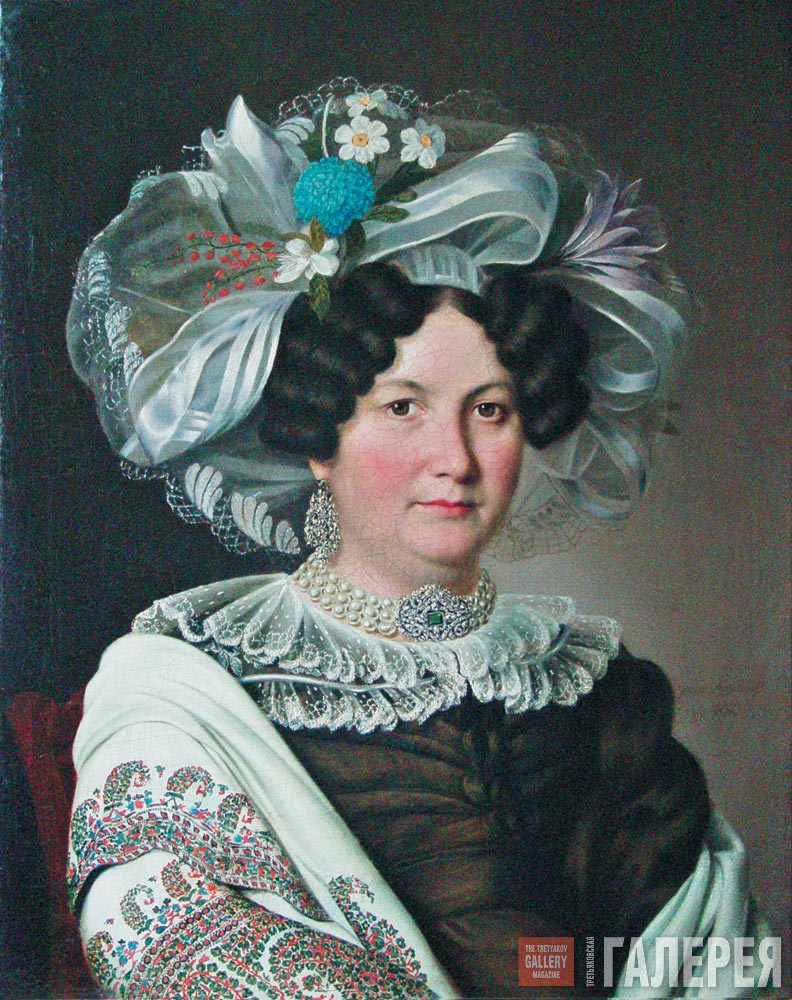
Невідома жінка
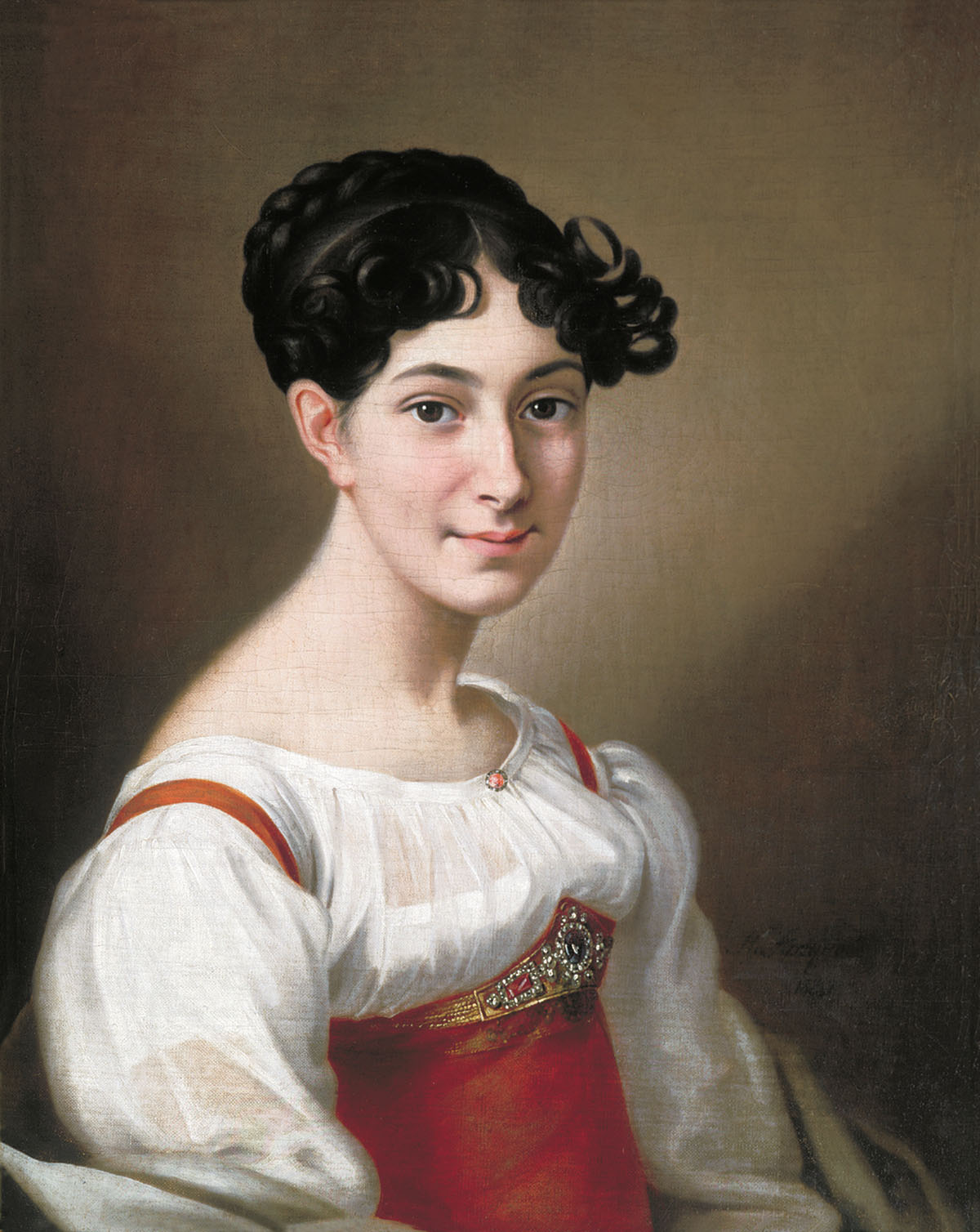
Єлизавета Бантиш-Каменська
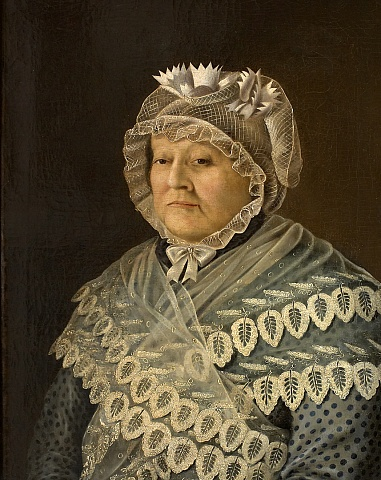
Варвара Розумовська
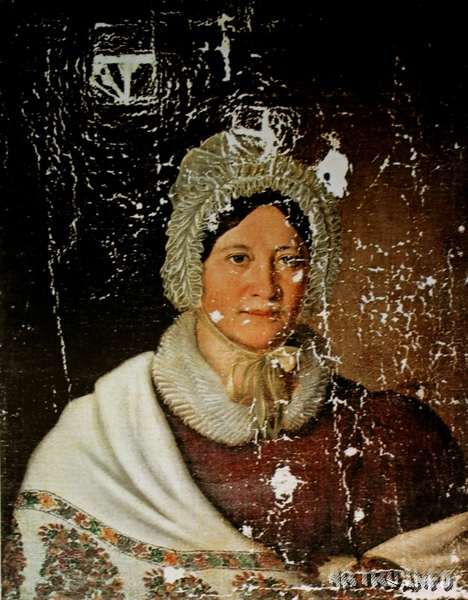
Невідома жінка